# 若里臨時乘降場

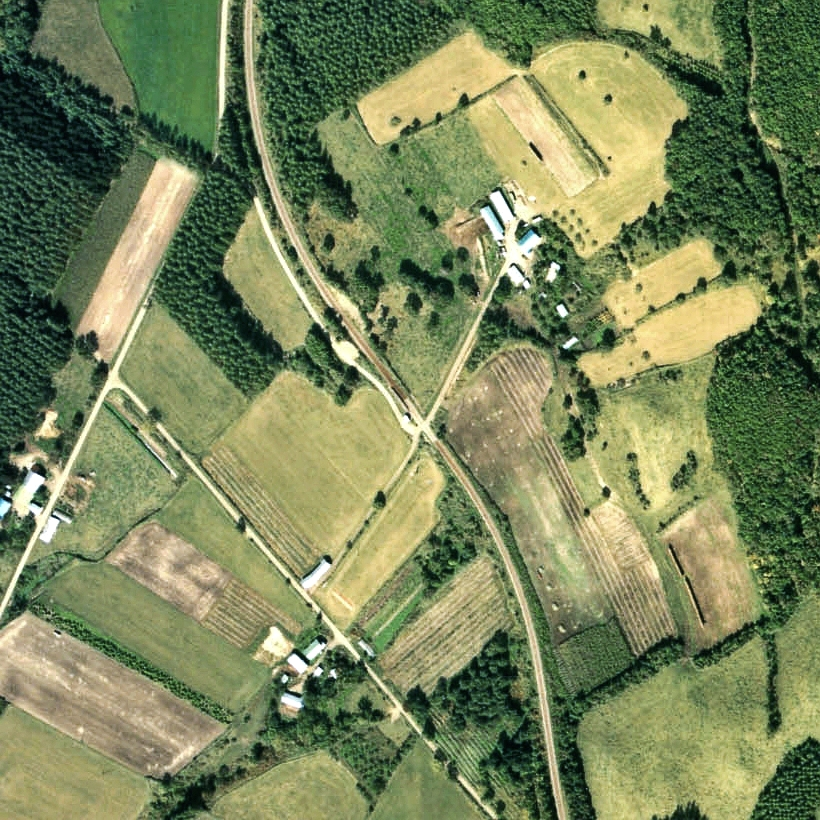
1977年的若里臨時乘降場與方圓約500米範圍。下方為網走方向。若里地區中心位於靠山一方的位置。

若里臨時乘降場（日语：／ Wakasato karijōkō-ba */?）是位於北海道常呂郡佐呂間町字若里，日本國有鐵道（國鐵）的湧網線臨時乘降場（廢站）。隨著湧網線廢線，臨時乘降場在1987年（昭和62年）3月20日廢除。
部分普通列車通過此站，截至1986年（昭和61年）3月3日時間表修正，下行1班列車通過此站。

## 歷史
- 1956年（昭和31年）8月20日 - 日本國有鐵道湧網線若里臨時乘降場（局（日语：鉄道管理局）設定）啟用[1]。
- 1987年（昭和62年）3月20日 - 湧網線全線廢除，此站也廢除[1]。

## 車站構造
截至車站廢除前，車站是一座地面車站，設有1面1線的單式月台。月台位於路軌西邊（網走方向的列車會開啟右邊車門）。此站沒有轉轍器。
在廢除前，此站為臨時乘降場，因此為無人車站。此站沒有車站大樓，月台南邊入口附近設有候車室。月台靠近網走一方設有斜道。候車室內設有車站招牌，標記了「若里乘降場」。

## 站名的由來
車站名稱取自所在地名。地名取自曾經稱呼佐呂間湖畔的「若里濱」。定為「若里」這個名稱是由於因為渴望永遠年輕。

## 車站周邊
- 床丹川[6]
- 佐呂間町親睦巴士（日语：佐呂間町ふれあいバス）（自由上下車區間（日语：フリー乗降制））

## 現況
截至2011年（平成23年），路軌還存在。車站設施處長滿了熊笹。

## 相鄰車站
日本國有鐵道
湧網線 
床丹－若里臨時乘降場－佐呂間

## 注腳
1. 1 2 3 4  石野哲（編）. . JTB. 1998: 915. ISBN 978-4-533-02980-6 （日语）.
2. ↑  太田幸夫. . 富士Comtem. 2004-2: 216. ISBN 978-4893915498 （日语）.
3. 1 2 3  工藤裕之. . 北海道新聞社. 2011-12: p.153,177. ISBN 978-4894536197 （日语）.
4. 1 2  本久公洋. . 北海道新聞社. 2011-9: 102. ISBN 978-4894536128 （日语）.
5. 1 2  太田幸夫. . 富士Comtem. 2004-2: 169. ISBN 978-4893915498 （日语）.
6. ↑  . 地勢堂. 1980-3: 46 （日语）.